# Challenger Coquimbo II 2022 - Doppio
Guillermo Durán e Nicolás Mejía erano i detentori del titolo ma hanno scelto di non partecipare.
In finale Franco Agamenone e Hernán Casanova hanno sconfitto Karol Drzewiecki e Jakub Paul con il punteggio di 6-3, 6-4.

## Teste di serie
1. Román Andrés Burruchaga /  Facundo Díaz Acosta (primo turno, ritirati)
2. Andrea Collarini  /  Renzo Olivo (primo turno, ritirati)

1. Piotr Matuszewski /  Alexander Merino (quarti di finale)
2. Karol Drzewiecki /  Jakub Paul (finale)

## Wildcard
1. Christian Leyton /  Raiman Leyton-Moya (primo turno)

1. Daniel Antonio Núñez /  Sebastian Santibáñez (quarti di finale)

## Tabellone

### Legenda
| - Q = Qualificato - WC = Wild card - LL = Lucky loser | - ALT = Alternate - SE = Special Exempt - PR = Protected Ranking | - w/o = Walkover - r = Ritirato - d = Squalificato |

|  | Primo turno | Primo turno                      | Primo turno                  | Primo turno                 | Primo turno      |  |  | Quarti di finale | Quarti di finale       | Quarti di finale       | Quarti di finale     | Quarti di finale   |   |      | Semifinali | Semifinali                  | Semifinali                  | Semifinali                       | Semifinali                       |   |   | Finale | Finale | Finale | Finale | Finale |  |
|  |             |                                  |                              |                             |                  |  |  |                  |                        |                        |                      |                    |   |      |            |                             |                             |                                  |                                  |   |   |        |        |        |        |        |  |
|  | 1           | RA Burruchaga F Díaz Acosta      | RA Burruchaga F Díaz Acosta  | RA Burruchaga F Díaz Acosta |                  |  |  |                  |                        |                        |                      |                    |   |      |            |                             |                             |                                  |                                  |   |   |        |        |        |        |        |  |
|  |             | F Pereira M Soto                 | F Pereira M Soto             | F Pereira M Soto            | w/o              |  |  |                  | F Pereira M Soto       | F Pereira M Soto       | F Pereira M Soto     | w/o                |   |      |            |                             |                             |                                  |                                  |   |   |        |        |        |        |        |  |
|  |             | T Cigarrán F Tenti               | T Cigarrán F Tenti           | 5                           | 5                |  |  |                  | R Bertola M Martinez   | R Bertola M Martinez   | R Bertola M Martinez |                    |   |      |            |                             |                             |                                  |                                  |   |   |        |        |        |        |        |  |
|  |             | R Bertola M Martinez             | R Bertola M Martinez         | 7                           | 7                |  |  |                  |                        |                        |                      |                    |   |      |            | F Pereira M Soto            | 4                           | 6                                | [5]                              |   |   |        |        |        |        |        |  |
|  | 4           | K Drzewiecki J Paul              | K Drzewiecki J Paul          | 6                           | 7                |  |  |                  |                        | 4                      | K Drzewiecki J Paul  | 6                  | 3 | [10] |            |                             |                             |                                  |                                  |   |   |        |        |        |        |        |  |
|  |             | JI Galarza T Lipovšek Puches     | JI Galarza T Lipovšek Puches | 3                           | 64               |  |  | 4                | K Drzewiecki J Paul    | K Drzewiecki J Paul    | 6                    | 6                  |   |      |            |                             |                             |                                  |                                  |   |   |        |        |        |        |        |  |
|  |             | Bye                              | Bye                          | Bye                         | Bye              |  |  |                  | S Nagal D Rincón       | S Nagal D Rincón       | 4                    | 3                  |   |      |            |                             |                             |                                  |                                  |   |   |        |        |        |        |        |  |
|  |             | S Nagal D Rincón                 | S Nagal D Rincón             | S Nagal D Rincón            | S Nagal D Rincón |  |  |                  |                        |                        |                      |                    |   |      | 4          | Karol Drzewiecki Jakub Paul | Karol Drzewiecki Jakub Paul | 3                                | 4                                |   |   |        |        |        |        |        |  |
|  |             | JP Paz G Villanueva              | JP Paz G Villanueva          | 64                          | 5                |  |  |                  |                        |                        |                      |                    |   |      |            |                             |                             | Franco Agamenone Hernán Casanova | Franco Agamenone Hernán Casanova | 6 | 6 |        |        |        |        |        |  |
|  |             | F Agamenone H Casanova           | F Agamenone H Casanova       | 7                           | 7                |  |  |                  | F Agamenone H Casanova | F Agamenone H Casanova | 6                    | 6                  |   |      |            |                             |                             |                                  |                                  |   |   |        |        |        |        |        |  |
|  | WC          | C Leyton R Leyton-Moya           | C Leyton R Leyton-Moya       | 1                           | 4                |  |  | 3                | P Matuszewski A Merino | P Matuszewski A Merino | 3                    | 4                  |   |      |            |                             |                             |                                  |                                  |   |   |        |        |        |        |        |  |
|  | 3           | P Matuszewski A Merino           | P Matuszewski A Merino       | 6                           | 6                |  |  |                  |                        |                        |                      |                    |   |      |            | F Agamenone H Casanova      | F Agamenone H Casanova      | 6                                | 6                                |   |   |        |        |        |        |        |  |
|  |             | D Dutra da Silva JF Vidal Azorín | 3                            | 6                           | [6]              |  |  |                  |                        |                        | I Carou F Comesaña   | I Carou F Comesaña | 1 | 3    |            |                             |                             |                                  |                                  |   |   |        |        |        |        |        |  |
|  |             | I Carou F Comesaña               | 6                            | 2                           | [10]             |  |  |                  | I Carou F Comesaña     | 3                      | 6                    | [10]               |   |      |            |                             |                             |                                  |                                  |   |   |        |        |        |        |        |  |
|  | WC          | DA Núñez S Santibáñez            | DA Núñez S Santibáñez        | DA Núñez S Santibáñez       | w/o              |  |  | WC               | DA Núñez S Santibáñez  | 6                      | 3                    | [3]                |   |      |            |                             |                             |                                  |                                  |   |   |        |        |        |        |        |  |
|  | 2           | A Collarini R Olivo              | A Collarini R Olivo          | A Collarini R Olivo         |                  |  |  |                  |                        |                        |                      |                    |   |      |            |                             |                             |                                  |                                  |   |   |        |        |        |        |        |  |